# Сылва (Пермский край)
Сылва — посёлок в Пермском муниципальном округе Пермского края России. С 1940 до 2005 гг. — посёлок городского типа (рабочий посёлок) Пермского района.

## География
Расположен в 30 км к востоку от центра города Перми. Посёлок находится на полуострове, который с трёх сторон омывается заливом Камского водохранилища в устьевой части Сылвы.
Через посёлок проходит ж.-д. линия Пермь — Чусовой, в посёлке находятся остановочные пункты 48 км, Сылва, Куликовка, 54 км. Имеется железнодорожный мост через Сылвенский залив.
В сентябре 2021 года в посёлке Сылва установлен памятник гранёному стакану как символу многогранности населения посёлка и в память о ранее существовавшем градообразующем предприятии — стекольном заводе.

## Население
| 1959 | 1970  | 1979  | 1989  | 2002  | 2010  | 2021  |
| ---- | ----- | ----- | ----- | ----- | ----- | ----- |
| 3623 | ↗5166 | ↘4904 | ↗7659 | ↗7850 | ↗8324 | ↘8066 |

## История

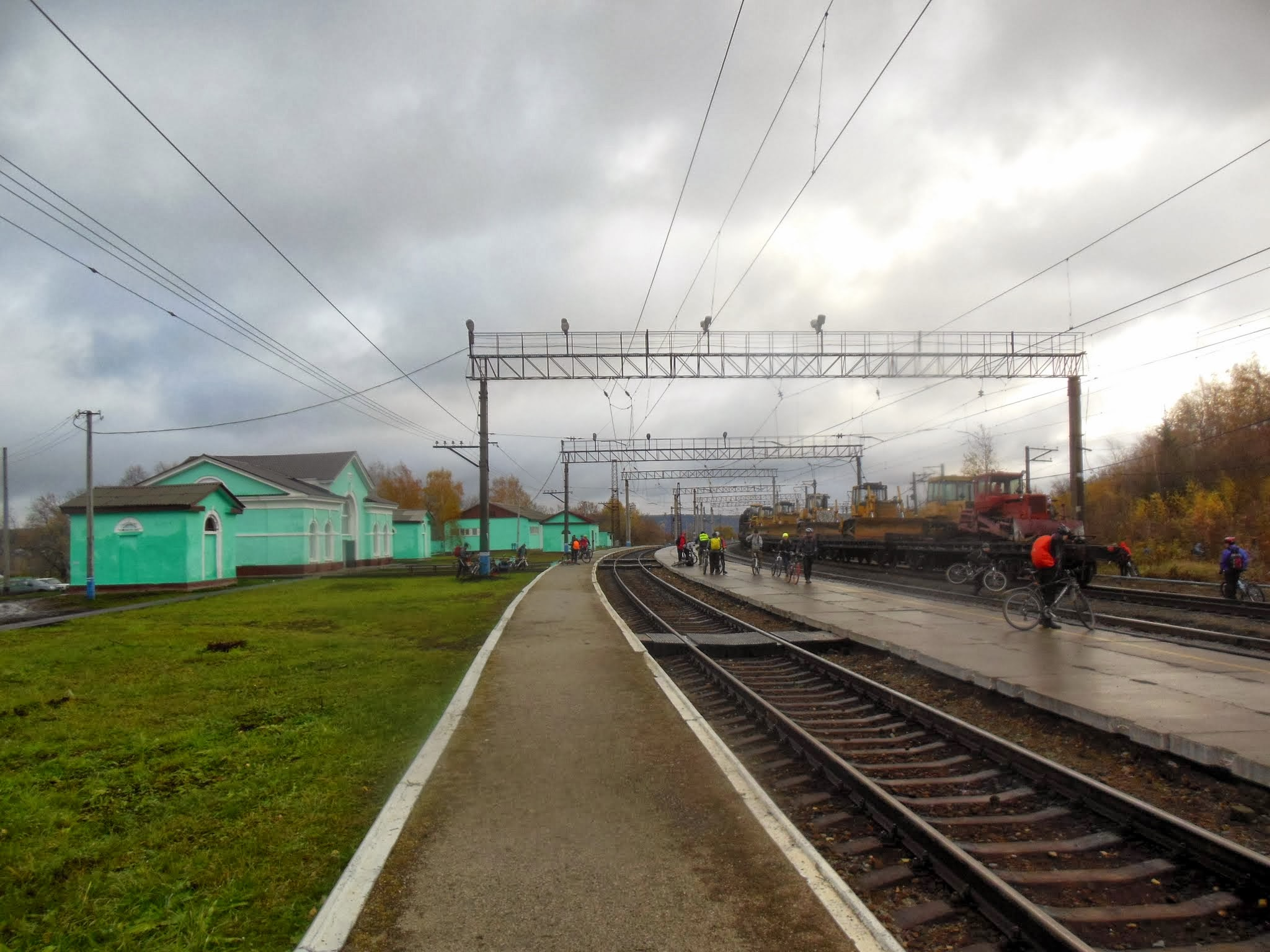
Станция Сылва

Посёлок возник при станции Сылва, построенной в 1879 году при строительстве Горнозаводской железной дороги. Название посёлку дано по реке Сылва (от коми-перм. сыл — «талая» и ва — «вода»).
С 2004 до 2022 гг. посёлок был административным центром Сылвенского сельского поселения

## Инфраструктура
Градообразующее предприятие — АО Птицефабрика «Пермская».